# Empréstimo anglo-americano

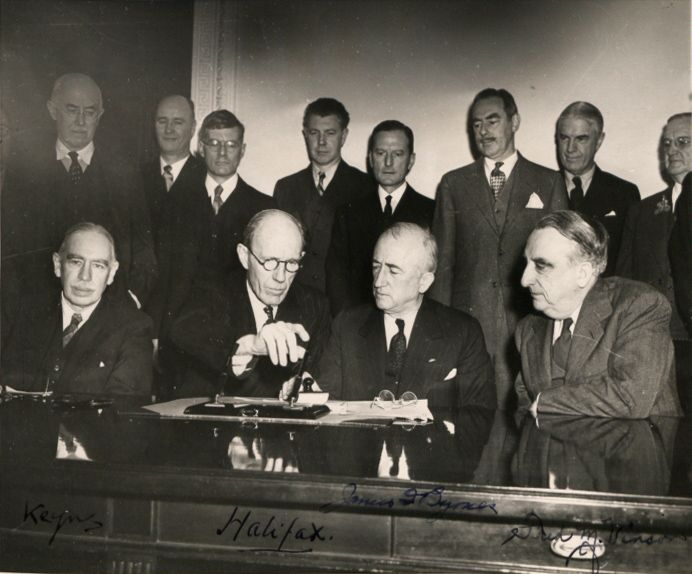
Fotografia da assinatura do contrato de empréstimo anglo-americano no Departamento de Estado, Washington, em 6 de dezembro de 1945.

O Acordo de Empréstimo Anglo-Americano foi um empréstimo feito ao Reino Unido pelos Estados Unidos em 15 de julho de 1946, permitindo que sua economia após a Segunda Guerra Mundial se mantivesse à tona. O empréstimo foi negociado pelo economista britânico John Maynard Keynes e pelo diplomata americano William L. Clayton. O empréstimo foi de US$ 3,75 bilhões a uma taxa de juros de 2%; O Canadá emprestou um adicional de US$ 1,19 bilhão. A economia britânica em 1947 foi prejudicada por uma cláusula que exigia a conversibilidade em dólares dos saldos em libras esterlinas do tempo de guerra que os britânicos haviam emprestado da Índia e outros, mas em 1948, O Plano Marshall incluía apoio financeiro que não se esperava que fosse reembolsado. O empréstimo foi integralmente liquidado em 2006, após ter sido prorrogado por seis anos.